# Герасим Солунски
Герасим (на гръцки: Γεράσιμος, Герасимос) е гръцки духовник, митрополит на Цариградската патриаршия.

## Биография
Роден е около 1847 година на Крит. Работи като учител на Кипър. След това отива в Цариград и работи като учител при богати фанариотски семейства.
През август 1878 година Герасим е избран и по-късно ръкоположен за солунски митрополит. Когато митрополит Герасим Солунски заминава за дълго време за Цариград, Теофил Папафилис поема ръководството на Солунската епархия.
От ноември 1810 до смъртта си през февруари 1820 година е халкидонски митрополит.